# جوني جونسون (لاعب كريكت)
جوني جونسون (4 أغسطس 1917 في الهند - 10 مايو 2009) (بالإنجليزية: Johnnie Johnson)‏ هو لاعب كريكت بريطاني.

## وصلات خارجية
- جوني جونسون على موقع إي آس بي آن كريك إنفو (الإنجليزية)